# لوری بث دنبرگ
لوری بث دنبرگ (انگلیسی: Lori Beth Denberg؛ زادهٔ ۲ فوریهٔ ۱۹۷۶) یک هنرپیشه اهل ایالات متحده آمریکا است. وی از سال ۱۹۹۴ میلادی تاکنون مشغول فعالیت بوده‌است.
از فیلم‌های معروف او می‌توان به بازی در داج بال اشاره کرد.